# Bromhexine
La bromhexine est un médicament mucolytique utilisé dans le traitement des troubles respiratoires associés à un mucus visqueux ou excessif. Il était à l'origine dérivé d'un extrait appelé « vasicinone » de la plante indienne Adhatoda vasica.
Il a été breveté en 1961 et est entré en usage médical en 1966.
D'après la revue Prescrire, la bromhexine, autorisé dans la toux ou les maux de gorge est inefficace et potentiellement très dangereux.

## Mécanisme d'action
La bromhexine est un mucomodificateur de type mucolytique. Elle exerce son action sur la phase gel du mucus en activant la synthèse des sialomucines. En rétablissant l'état de viscosité et d'élasticité des sécrétions bronchiques, elle favorise l'expectoration par un drainage bronchique efficace.
La posologie varie en fonction de l'âge et du poids, mais il existe des produits pour toutes les tranches d'âge dès le nourrisson. La bromhexine est bien tolérée.

## Noms de marques
- Barkacin
- Benadryl Chesty/Forte
- Bisolex
- Bisolvon
- Brofentol
- Brofentol Plus
- Bromex
- Bromhexine
- Élixir de broncholyte
- Codex
- Duro-Tuss Chesty/Forte
- Dysolvon
- Flegamine
- Movex
- Mucolyte
- Paxirasol
- Pectryl (au Maroc)
- Robitussin Chesty/Forte
- Solvex
- Vasicain
- Ventilate Forte (association de bromhexine et de salbutamol)